# Japalura kumaonensis
Japalura kumaonensis là một loài thằn lằn trong họ Agamidae. Loài này được Annandale mô tả khoa học đầu tiên năm 1907.